# Olijfrugtangare
De olijfrugtangare (Mitrospingus oleagineus) is een zangvogel uit de familie Mitrospingidae. Deze familie werd op grond van onderzoek gepubliceerd in 2013 afgesplitst van deThraupidae (tangaren).

## Verspreiding en leefgebied
Deze soort telt 2 ondersoorten:
- M. o. obscuripectus: zuidoostelijk Venezuela en noordelijk Brazilië.
- M. o. oleagineus: oostelijk Venezuela en Guyana.